# Liste der denkmalgeschützten Objekte in Pačejov
Grundlage dieser Liste der denkmalgeschützten Objekte in Pačejov ist die ÚSKP-Liste (Ústřední seznam kulturních památek České republiky, deutsch Zentrale Liste der Kulturdenkmäler der Tschechischen Republik), die von der tschechischen Denkmalschutzbehörde NPÚ (Národní památkový ústav, deutsch Nationale Denkmalbehörde) seit 1987 geführt wird und an die seit dem Jahr 1850 geschaffenen Listen anschließt.

## Denkmalgeschützte Objekte nach Ortsteilen

### Pačejov
| Lage                           | Objekt        | Beschreibung | ÚSKP-Nr.            | Bild |
| ------------------------------ | ------------- | --- | ------------------- | ---- |
| Pačejov, Pačejov 45 (Standort) | Gehöft Nr. 45 | Ein Beispiel für ein kleines Bauernhaus in der Gegend von Horažďovice, das in seiner ursprünglichen Form erhalten geblieben ist. | 102594 Info Katalog | BW   |

### Strážovice
| Lage                             | Objekt     | Beschreibung | ÚSKP-Nr.                  | Bild       |
| -------------------------------- | ---------- | --- | ------------------------- | ---------- |
| Strážovice, Dorfplatz (Standort) | Kapellchen | Achteckige Backsteinkapelle mit pyramidenförmigem Dach und Glockenturm. Vor der Kapelle ein Schrein auf einer kurzen starken Säule mit einer Kapellenerweiterung und einem Gedenkkreuz aus Gusseisen auf einer hohen Sandsteinsäule. Eine Ensemble kleiner Volksarchitekturen in prominenter Lage auf dem Dorfplatz. | 39706/4-3311 Info Katalog | Kapellchen |